# Ca n'Aulina
Ca n'Aulina és una masia de Serinyà (Pla de l'Estany) inclosa a l'Inventari del Patrimoni Arquitectònic de Catalunya.

## Descripció
Masia d'origen medieval que constitueix un exemple característic de l'estil gòtic civil català. Planta quadrada, de dos pisos i golfes, i teulada a dues aigües, orientada a l'est. A la façana principal, ordenada segons un eix central, es troba la porta d'entrada d'arc de mig punt amb grans dovelles, i sobre aquesta destaca una finestra coronella trífora d'arquets trilobats amb motllura. L'entrada havia estat defensada amb un matacà, com testimonien les restes d'unes mènsules de pedra i una grossa obertura. En la façana sud cal destacar una finestra geminada d'arquets de mig punt, i es conserven dues finestres més: una bisellada amb dintell, i l'altra amb impostes corbades i llinda. En aquesta mateixa façana, a la segona planta, hi ha quatre grans obertures rectangulars. L'interior del mas s'ha conservat sense gaires modificacions, amb elements destacables com ara el paviment decorat amb còdols fent formes geomètriques; els sostres, d'embigat i revoltons, ornats amb cassetons de guix, i les restes d'un molí.

## Història
En documents dels anys 1182 i 1184, es troben les signatures de Guillem d'Aulina i de Ramon d'Aulina, als quals s'haurien atorgat terres situades a la contrada. L'any 1383 se cita a Pere Aulina de Serinyà en l'establiment del Mas Font per part del Monestir